# Fred Schmind
Fred Schmind (Chicago, 11 maggio 1881 – Chicago, 1º settembre 1960) è stato un ginnasta e multiplista statunitense.

## Carriera
Schmind partecipò ai Giochi olimpici di Saint Louis 1904 nelle gare di triathlon e di ginnastica. Nella gara di triathlon giunse settimo, nel concorso generale individuale arrivò ventiduesimo mentre nel concorso a tre eventi arrivò trentasettesimo.